# Can't Hold Us Down
"Can't Hold Us Down" é uma canção gravada pela cantora americana Christina Aguilera para seu quarto  álbum de estúdio, Stripped (2002). 
O single'
' conta com a participação da rapper, Lil' Kim, com quem já havia trabalhado em Lady Marmalade para o filme Moulin Rouge! (2001). A canção foi escolhida como quarto single do álbum e foi escrita por Aguilera, Scott Storch e Matt Morris. 
"Can't Hold Us Down" é uma canção de R&B contemporâneo, com elementos de hip-hop e dancehall. Liricamente, é um ataque contra o duplo padrão na sociedade onde os homens são elogiados por suas proezas sexuais, enquanto as mulheres com os mesmos hábitos são menosprezadas e humilhadas. É também sobre o poder feminino, a auto-consciência e da desigualdade social. A canção recebeu críticas mistas, e alguns elogiaram a letra, e a aparição de Lil' Kim e considerado como um destaque no single. O single recebeu indicação ao Grammy Award de 2004 na categoria "Melhor Colaboração Pop com Vocais".
Lançado em 8 de maio de 2003, o single chegou ao número #12 na Billboard Hot 100, tornando-se o décimo hit top 20 de Aguilera, enquanto alcançando o número #3 na Billboard Pop Songs. O single também chegou ao número #2 na Nova Zelândia, e número #6 no Reino Unido e número #1 na Israel. O vídeo da música, foi dirigido por David LaChapelle (o mesmo que dirigiu o vídeo de Dirrty), e mostra Aguilera, Kim e suas amigas discutindo com um grupo de caras sobre seus direitos. Aguilera cantou a canção nas suas turnês: Stripped World Tour e Back to Basics Tour.

## Antecedentes
"Can't Hold Us Down" foi escrita por Aguilera, Matt Morris e Scott Storch, e também foi produzida por Storch. A versão original da canção é cantada por Eve ao invés de Lil 'Kim, ela chegou a gravar os versos, mas foi substituída na versão final. Aguilera já havia trabalhado com Lil' Kim em Lady Marmalade e se tornaram amiga depois disso, Aguilera estendeu a mão para Kim devido à sua atitude "girl power". "Can't Hold Us Down" contém samples da canção de Diddy "Can't Nobody Hold Me Down".

## Composição

Símbolo relativo ao feminismo, associado à canção Can't Hold Us Down por falar sobre a força feminina.

Como com muitos singles anteriores, em "Can't Hold Us Down", Aguilera cria um hino de poder feminino, expressando seu desgosto com a sociedade. Aguilera acha que estrelas masculinas são mais respeitadas e adoradas por se vangloriar de suas vidas sexuais selvagens, mas quando as mulheres querem se expressar sobre sua sexualidade elas são rotuladas como prostitutas, se referindo ao cantor Eminem por uma de suas canções. Aguilera também permite que as pessoas saibam que ela não gosta de ser chamada de vadia, simplesmente porque ela é uma mulher forte e rebate as críticas. Aguilera manda uma mensagem pessoal para aqueles que tentam "segurá-la".
No início, ela canta: "Então porque eu não deveria ter uma opinião? Eu deveria ficar calada só porque sou uma mulher?" Pode me chamar de vadia, só porque eu falo o que penso. Acho que é mais fácil para você suportar se eu sento e sorrio." De acordo com Josh Kun de Spin, sobre o primeiro verso da canção, Aguilera se refere ao Eminem. Aguilera explicou que Eminem só consegue fama através de polêmicas e disse:
| “ | Quando uma mulher atira de volta, de repente o grande falador não sabe como agir, então ele faz o que qualquer garotinho faria, inventando um ou dois falsos boatos.... Isto com certeza não é um homem pra mim, difamando nomes por popularidade... É triste que você só consiga fama através de polêmicas... | ” |

## Recepção da crítica
A canção recebeu críticas mistas e favoráveis na maioria dos críticos. Janceen Dunn da Rolling Stone escreveu que "O hino feminista é curiosamente sem vida". Jacqueline Hodges da BBC Music concordou, escrevendo que a canção "traz a assistência de Lil' Kim para adicionar um pouco de vantagem, mas pouco faz para desviar a monotonia da faixa". Todd Burns da Stylus Magazine escreveu que "A coisa mais interessante da música é no final onde contém um traço de dancehall".
Betty Clarke, do The Guardian escreveu que a canção "reescreve o feminismo a uma batida de hip-hop", enquanto Josh Kun de Spin, o chamou de "um dueto irmãs do hip-hop" CD Universe descreveu-o como um destaque no álbum, chamando-a de "mal-humorado, onde Lil' Kim treinou o hip-hop". Uma revisão da Epinions escreveu que "é uma canção urbana de estilo pop com um fácil de digerir produção e verso convidado de Lil Kim. Ele diretamente joga todo atrás crítica negativa em face do público com inteligentes, instigantes letras. a música está a cabeça e ombros acima do resto deles". Traveling elogiou a pista, escrevendo: "Can't Hold Us Down é uma canção de R&B, que Aguilera se encaixa como um par de calças quentes as letras são assertiva e direta e Lil 'Kim, porém, prova ser útil durante ela. parte. Suas letras são explícita e direta, que se encaixam o tom da música."
A canção foi nomeada para um Grammy Award na categoria de "Melhor Colaboração Pop com Vocais" em sua 46ª edição. Nick Levine da Digital Spy e Butler Nick de Sputnikmusic pela música não ter entrado na sua compilação, Keeps Gettin' Better: A Decade of Hits.

## Desempenho nas paradas

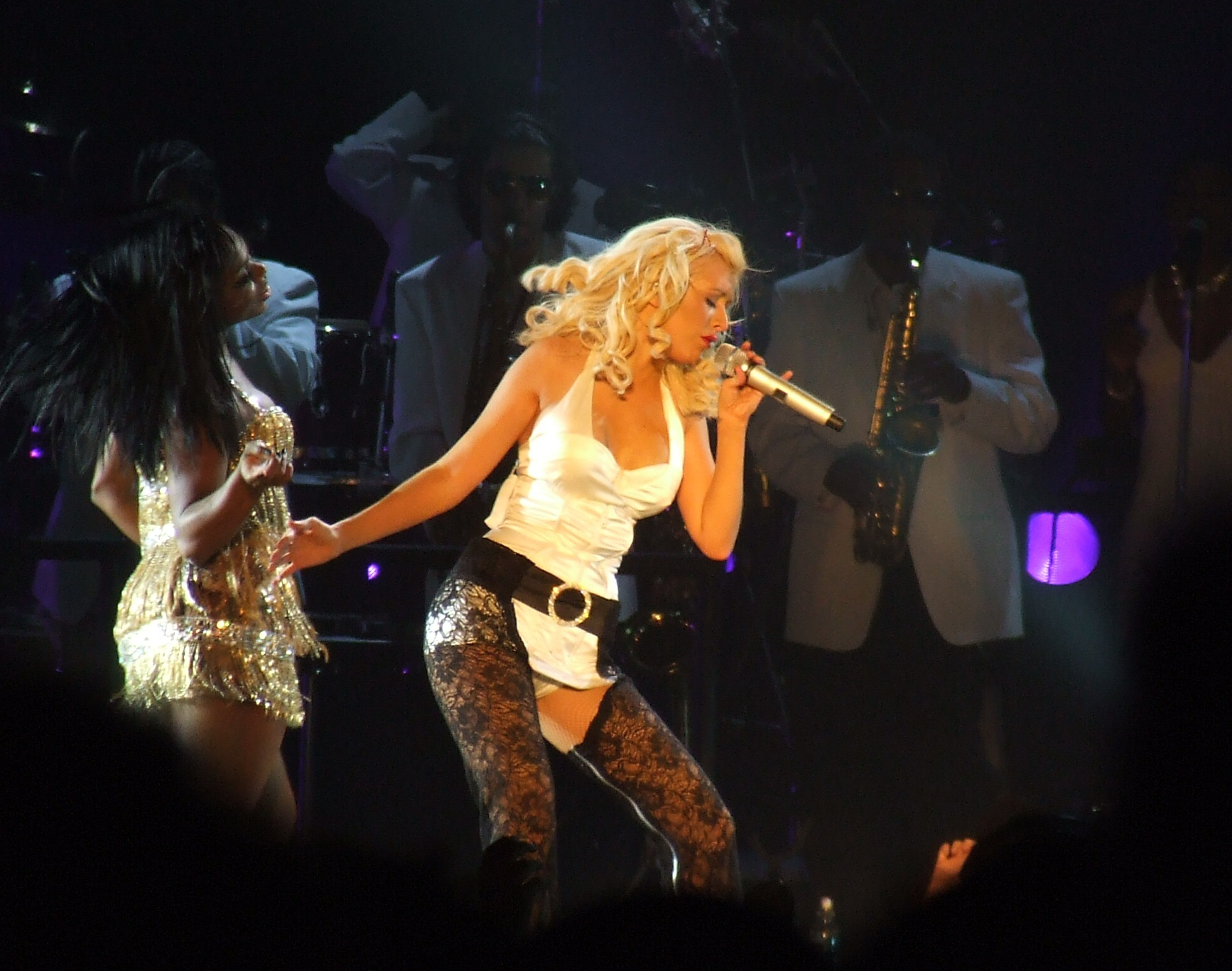
Aguilera cantando "Can't Hold Us Down" em sua turnê.

"Can't Hold Us Down" provou ser um sucesso, sendo pico de número #12 na Billboard Hot 100. Internacionalmente, a canção atingiu o top 10 no Reino Unido, Irlanda e Austrália e vários outros países, e chegou a número #2 na Nova Zelândia. Apesar de um bom desempenho em vários gráficos, a canção não foi incluída no seu álbum de greatest hits, Keeps Gettin' Better: A Decade of Hits.
Nas paradas australianas, ARIA, a canção estreou no número #5, na semana de 28 de setembro de 2003. Ficou nas paradas durante nove semanas. Sobre o novo gráfico Singles da Nova Zelândia, o single foi ainda mais bem sucedida , estreando no número #38 e alcançando o número #2, em sua quinta semana. O single ficou no top dez em dez semanas, descendo e subindo constantemente nas paradas. Ficou nas paradas da Nova Zelândia por 15 semanas. O single também alcançou o top 20 na Holanda, Áustria, Bélgica, Suécia, Itália etc.
O single provou ser mais bem sucedido do que o anterior "Fighter" que ficou na posição #20 na Billboard Hot 100, tornando-se décimo hit top 20 de Aguilera. Na  Billboard Pop Songs, a canção chegou ao número #3, tornando-se o segundo single de maior sucesso do álbum, atrás apenas de "Beautiful.

## Performances
Aguilera cantou "Can't Hold Us Down" na Tailandia e performou em suas turnês como: Stripped World Tour e Back to Basics Tour.

## Vídeo musical
Dirigido por David LaChapelle, que anteriormente dirigiu o vídeo de "Dirrty", o vídeo mostra Aguilera, Kim e uma dúzia de suas amigas brigam com um bando de caras em Lower East Side, Nova Iorque. O vídeo foi filmado em um estúdio de Los Angeles que retrata um bairro dos anos 80s, em Manhattan, Nova York, que apresenta Africano-americanos e porto-riquenhos de lado em todo o bairro.
LaChapelle comentou sobre o vídeo:
| “ | É uma música com uma letra totalmente feminina. Os homens se acham superiores as mulheres o tempo todo e não é grande coisa, por isso está é a vez da mulher fazer isso. E a minha ideia seria os anos 80. Eu amo hip-hop e breakdance e tudo isso, e eles estão todos representados. Temos alguns personagens incríveis no vídeo e eu acho que parece muito legal." | ” |

No vídeo, Aguilera é vista andando na rua quando um homem pega seu bumbum. Ela começa acusando-o e cantando a música enquanto muitas outras mulheres se juntam a ela e os homens da vizinhança se juntar ao homem. Ela continua até Lil' Kim chega e tira o roupão. Eles começam a dançar e Aguilera deixa com um sorriso no rosto. O vídeo estreou na MTV em julho de 2003 e no BET 106&Park em 22 de agosto de 2003, como o "Novo Conjunto" do dia. Um tributo a Michael Jackson e seu moonwalk também podem ser vistos no vídeo.

## Desempenho nas paradas musicais
| Tabela musical (2003)                     | Melhor posição |
| ----------------------------------------- | -------------- |
| Austrália - ARIA Charts                   | 5              |
| Áustria - Ö3 Austria Top 75               | 13             |
| Israel - FIMI                             | 1              |
| Bélgica - Ultratop (Flandres)             | 7              |
| Canadá - Canadian Hot 100                 | 4              |
| Dinamarca - Billboard                     | 8              |
| União Europeia - European Hot 100 Singles | 4              |
| Finlândia - RIANZ                         | 6              |
| França - SNEP                             | 27             |
| Alemanha - Media Control Charts           | 9              |
| Irlanda - IRMA                            | 5              |
| Países Baixos - SNEP                      | 10             |
| Nova Zelândia - RIANZ                     | 2              |
| Noruega - VG-lista                        | 14             |
| Itália - SNEP                             | 20             |
| Espanha - SNEP                            | 7              |
| Suécia - Sverigetopplistan                | 12             |
| Suíça - Schweizer Hitparade               | 11             |
| Reino Unido - UK Singles Chart            | 6              |
| Estados Unidos - Billboard Pop Songs      | 3              |
| Estados Unidos - Billboard Hot 100        | 12             |
| Mundo - United World Chart                | 1              |

| Tabela musical (2003)                     | Melhor posição |
| ----------------------------------------- | -------------- |
| Austrália - ARIA                          | 10             |
| Áustria - Ö3 Austria Top 40               | 95             |
| União Europeia - European Hot 100 Singles | 7              |
| França - SNEP                             | 29             |
| Alemanha - Media Control AG               | 62             |
| Nova Zelândia - Sverigetopplistan         | 29             |
| Países Baixos - Dutch Top 40              | 94             |
| Suíça - Schweizer Hitparade               | 44             |
| Reino Unido - Official Charts Company     | 108            |
| Estados Unidos - Billboard Hot 100        | 67             |

| País/Associação  | Certificação | Vendas  |
| ---------------- | ------------ | ------- |
| Austrália - ARIA | Platina      | 70,000+ |